# Драфт НБА 1990
Драфт НБА 1990 року відбувся 27 червня в Нью-Йорку. Одним із його видатних надбань став майбутній член Зали слави Гарі Пейтон (введений 2013 року). Він дев'ять разів узяв участь у Матчі всіх зірок, став найкращим захисним гравцем 1996 року і чемпіоном НБА 2006 року в складі Маямі Гіт. Утримує багато статистичних рекордів у складі тепер вже неіснуючої Сіетл Суперсонікс.
Команда Нью-Дже́рсі Нетс під першим номером вибрала вихованця команди Сірак'юс Дерріка Коулмена. Загалом 52 із 54-х вибраних гравців зіграли принаймні одну змагальну гру в НБА, а шестеро в певний момент своєї кар'єри взяли участь у Матчі всіх зірок. 

## Драфт
| РЗ | Розігруючий захисник | АЗ | Атакувальний захисник | ЛФ | Легкий форвард | ВФ | Важкий форвард | C | Центровий |

| ^ | Позначає гравців, обраних у Баскетбольну залу слави Нейсміта                                                        |
| * | Позначає гравців, які взяли участь принаймні в одній грі матчу всіх зірок НБА і потрапили до Збірної всіх зірок НБА |
| + | Позначає гравців, які взяли участь принаймні в одній грі матчу всіх зірок НБА                                       |
| x | Позначає гравців, які принаймні один раз потрапили до Збірної всіх зірок НБА                                        |
| # | Позначає гравців, які жодного разу не грали в регулярному сезоні НБА або плей-оф                                    |

## Перший раунд

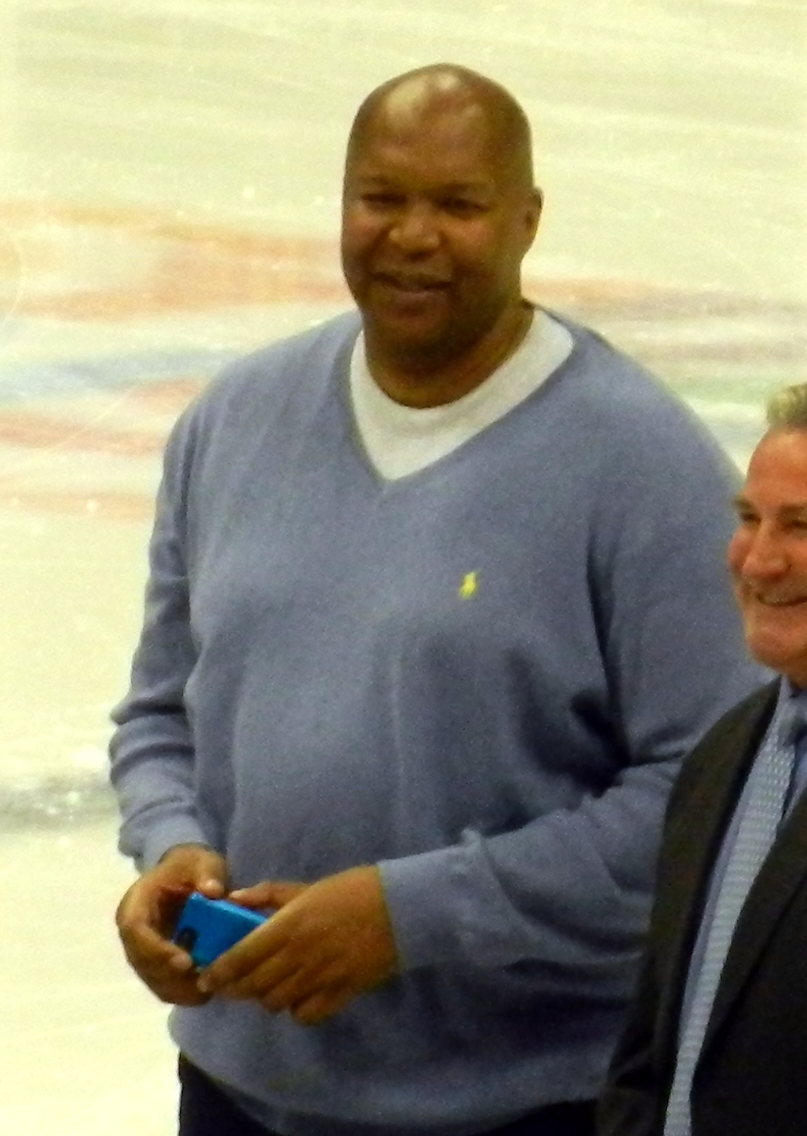
Деррік Коулмен, 1-й вибір Нью-Дже́рсі Нетс

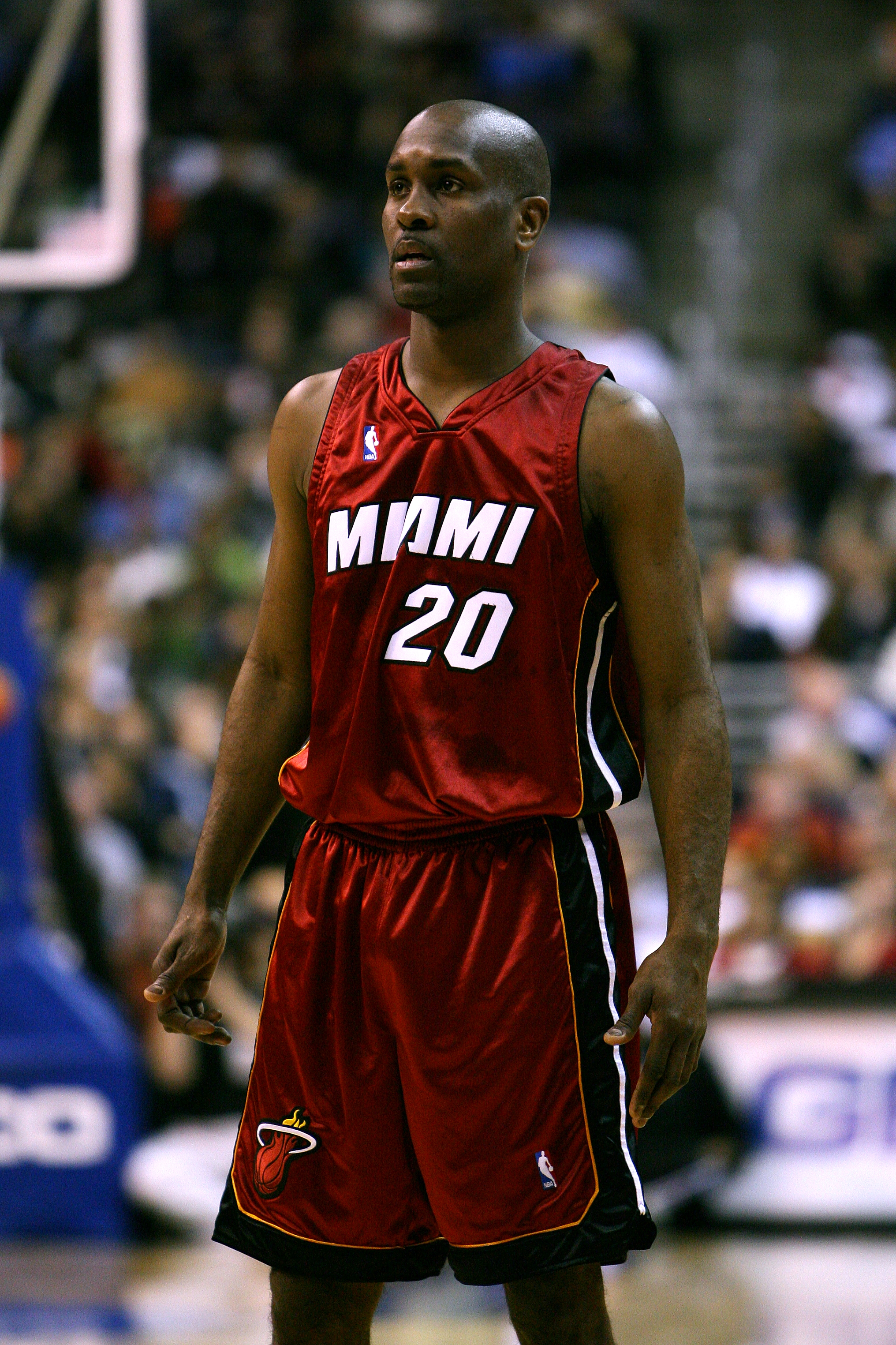
Гарі Пейтон, 2-й вибір Сіетл Суперсонікс

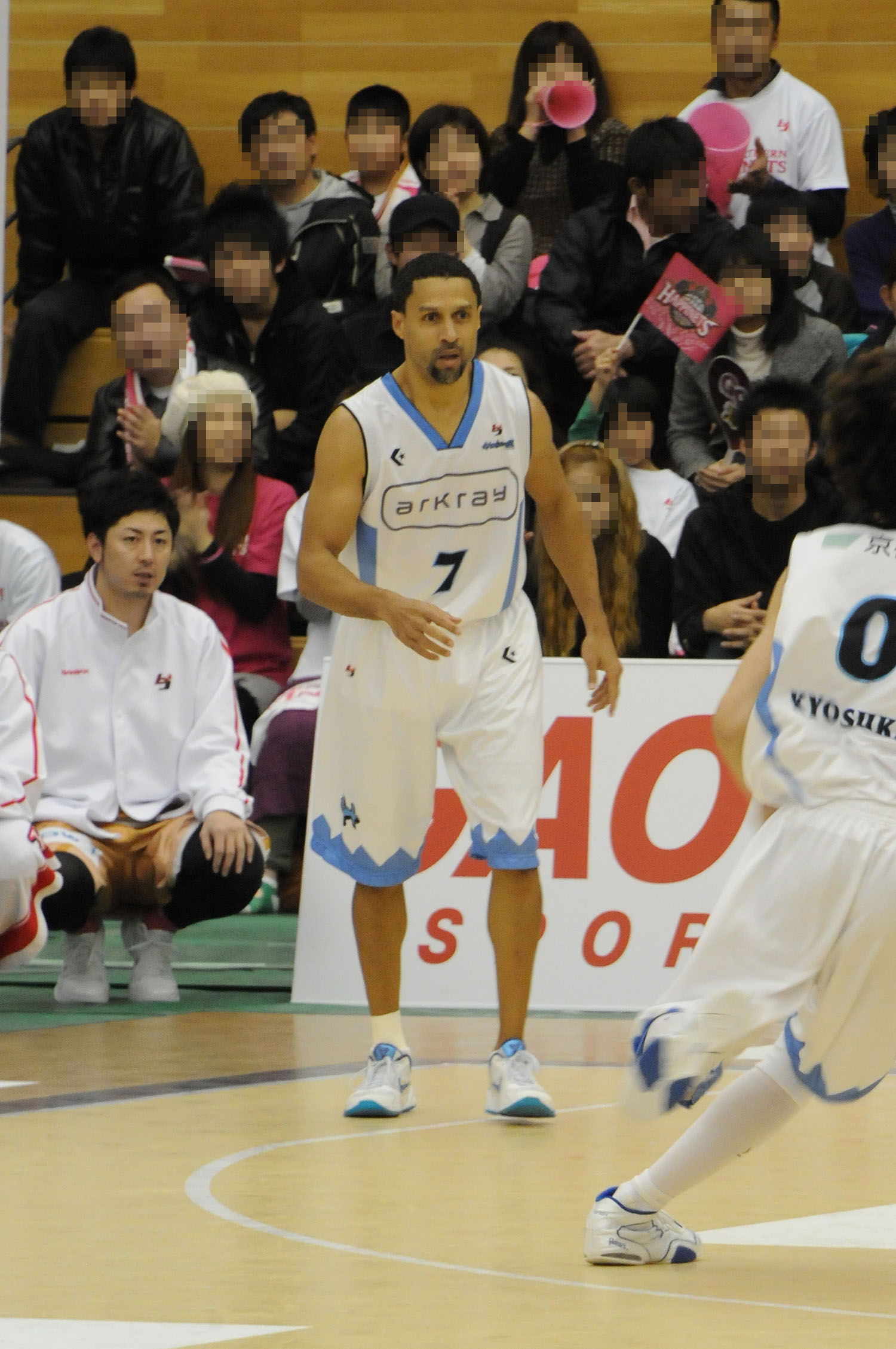
Кріс Джексон, 3-й вибір Денвер Наггетс

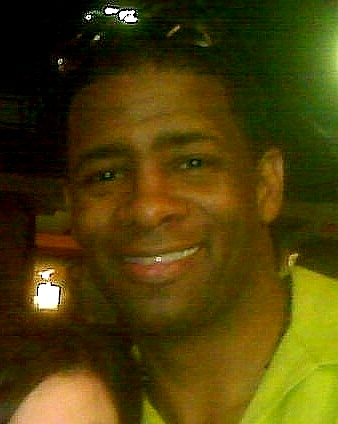
Кендалл Гілл, 5-й вибір Шарлотт Горнетс

| Вибір | Гравець                                | Громадянство | Команда НБА                                                                                  | Школа/Клуб           |
| ----- | -------------------------------------- | ------------ | -------------------------------------------------------------------------------------------- | -------------------- |
| 1     | Деррік Коулмен* (PF/C)                 | США          | Нью-Дже́рсі Нетс                                                                              | Сірак'юс–Ср.         |
| 2     | Гарі Пейтон^ (PG)                      | США          | Сіетл Суперсонікс                                                                            | Орегон Стейт–Ср.     |
| 3     | Кріс Джексон (PG)                      | США          | Денвер Наггетс (від Маямі)                                                                   | ЛСЮ–Соф.             |
| 4     | Денніс Скотт (SG/SF)                   | США          | Орландо Меджик                                                                               | Джорджия Тек–Дж.     |
| 5     | Кендалл Гілл (SG)                      | США          | Шарлотт Горнетс                                                                              | Іллінойс–Ср.         |
| 6     | Фелтон Спенсер (C)                     | США          | Міннесота Тімбервулвз                                                                        | Луїсвілл–Ср.         |
| 7     | Лайонел Сіммонс (SF)                   | США          | Сакраменто Кінґс                                                                             | Ла Саль–Ср.          |
| 8     | Бо Кімбл (SG)                          | США          | Лос-Анджелес Кліпперс                                                                        | Loyola Marymount–Ср. |
| 9     | Віллі Бертон (SG)                      | США          | Маямі Гіт (від Вашингтон через Даллас і Денвер)                                              | Міннесота–Ср.        |
| 10    | Руміл Робінсон (PG)                    | США          | Атланта Гокс (від Голден-Стейт)                                                              | Мічиган–Ср.          |
| 11    | Тайрон Гілл+ (PF)                      | США          | Голден-Стейт Ворріорс (від Атланта)                                                          | Зав'єр–Ср.           |
| 12    | Алек Кесслер (PF)                      | США          | Х'юстон Рокетс (проданий у Маямі for Carl Herrera and the rights to Dave Jamerson)           | Джорджия–Ср.         |
| 13    | Лой Вот (PF)                           | США          | Лос-Анджелес Кліпперс (від Клівленд)                                                         | Мічиган–Ср.          |
| 14    | Тревіс Мейс (PG)                       | США          | Сакраменто Кінґс (від Індіана)                                                               | Техас–Ср.            |
| 15    | Дейв Джемерсон (SG)                    | США          | Маямі Гіт (від Денвер; traded with Carl Herrera to Х'юстон в обмін на права на Alec Kessler) | Огайо–Ср.            |
| 16    | Террі Міллс (SF)                       | США          | Мілвокі Бакс                                                                                 | Мічиган–Ср.          |
| 17    | Джеррод Мустаф (F/C)                   | США          | Нью-Йорк Нікс                                                                                | Меріленд–Ср.         |
| 18    | Дуейн Косвелл (C)                      | США          | Сакраменто Кінґс (від Даллас)                                                                | Темпл–Ср.            |
| 19    | Ді Браун (SG)                          | США          | Бостон Селтікс                                                                               | Джексонвілл–Ср.      |
| 20    | Джеральд Гласс (SF/SG)                 | США          | Міннесота Тімбервулвз (від Філадельфія)                                                      | Оле Місс–Ср.         |
| 21    | Джейсон Вільямс (баскетболіст)+ (PF/C) | США          | Фінікс Санз                                                                                  | Сент Джонс–Ср.       |
| 22    | Тейт Джордж (SG)                       | США          | Нью-Дже́рсі Нетс (від Чикаго)                                                                 | Коннектикут–Ср.      |
| 23    | Ентоні Боннер                          | США          | Сакраменто Кінґс (від Юта)                                                                   | Сент-Луїс–Ср.        |
| 24    | Двейн Шинціус (C)                      | США          | Сан-Антоніо Сперс                                                                            | Флорида–Ср.          |
| 25    | Алаа Абдельнабі (PF)                   | Єгипет · США | Портленд Трейл-Блейзерс                                                                      | Дьюк–Ср.             |
| 26    | Ленс Бленкс                            | США          | Детройт Пістонс                                                                              | Техас–Ср.            |
| 27    | Елден Кемпбелл (PF/C)                  | США          | Лос-Анджелес Лейкерс                                                                         | Клемсон–Ср.          |

## Другий раунд

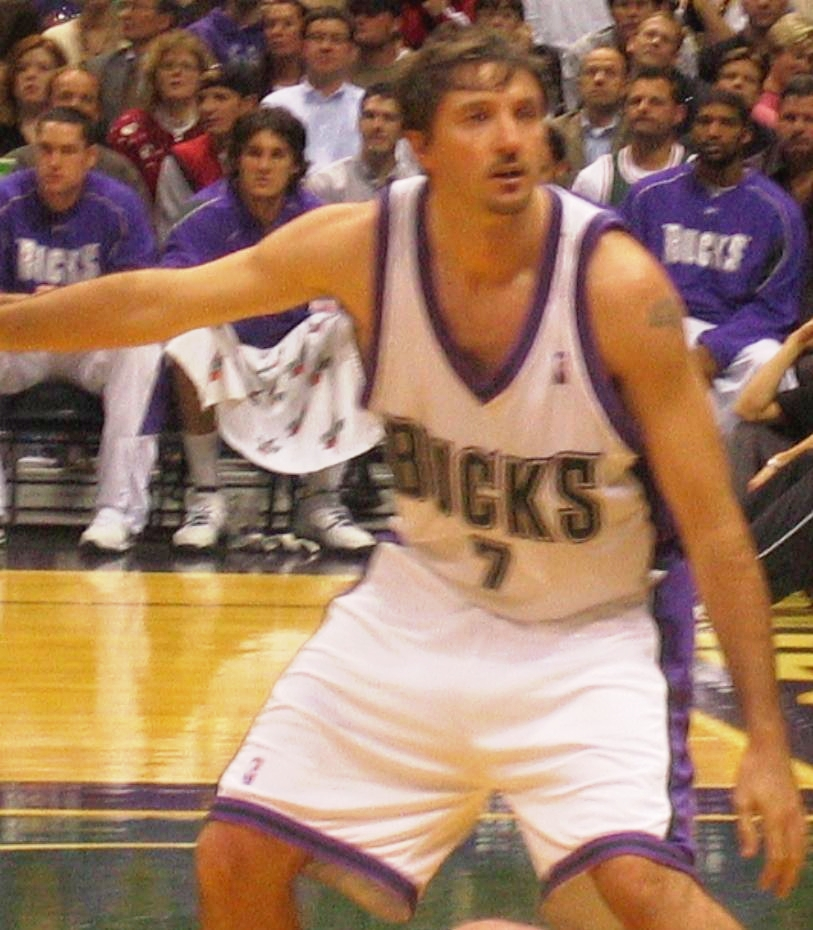
Тоні Кукоч, 29-й вибір Чикаго Буллз

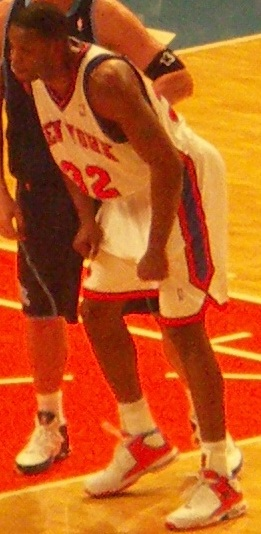
Антоніо Девіс, 45-й вибір Індіана Пейсерз

| Вибір | Гравець                | Громадянство          | NBA Team                               | Школа/Клуб                      |
| ----- | ---------------------- | --------------------- | -------------------------------------- | ------------------------------- |
| 28    | Лес Джепсен (C)        | США                   | Голден-Стейт Ворріорс                  | Айова                           |
| 29    | Тоні Кукоч (SF)        | Югославія ( Хорватія) | Чикаго Буллз (від Орландо)             | Спліт (Югославія, now Хорватія) |
| 30    | Карл Еррера (PF)       | Венесуела             | Маямі Гіт                              | Х'юстон                         |
| 31    | Негел Найт (G)         | США                   | Фінікс Санз                            | Дейтон                          |
| 32    | Браян Олівер (G)       | США                   | Філадельфія Севенті-Сіксерс            | Джорджия Тек                    |
| 33    | Волтер Палмер (C/F)    | США                   | Юта Джаз                               | Dartmouth                       |
| 34    | Кевін Притчард (G)     | США                   | Голден-Стейт Ворріорс                  | Канзас                          |
| 35    | Грег Фостер (F/C)      | США                   | Вашингтон Буллетс                      | УТЕП                            |
| 36    | Тревор Вілсон (F)      | США                   | Атланта Гокс                           | УКЛА                            |
| 37    | Ей Джей Інгліш (G)     | США                   | Вашингтон Буллетс                      | Virginia Union                  |
| 38    | Джад Бюхлер (F/G)      | США                   | Сіетл Суперсонікс                      | Аризона                         |
| 39    | Стів Шеффлер (C/F)     | США                   | Шарлотт Горнетс                        | Пердью                          |
| 40    | Бімбо Коулс (G)        | США                   | Сакраменто Кінґс                       | Вірджинія Тек                   |
| 41    | Стів Бардо (G)         | США                   | Атланта Гокс                           | Іллінойс                        |
| 42    | Маркус Ліберті (F)     | США                   | Денвер Наггетс                         | Іллінойс                        |
| 43    | Тоні Массенберг (F)    | США                   | Сан-Антоніо Сперс                      | Меріленд                        |
| 44    | Стів Генсон (G)        | США                   | Мілвокі Бакс                           | Канзас Стейт                    |
| 45    | Антоніо Девіс+ (F/C)   | США                   | Індіана Пейсерз                        | УТЕП                            |
| 46    | Кенні Вільямс (F)      | США                   | Індіана Пейсерз                        | Elizabeth City State            |
| 47    | Дерек Стронг (F)       | США                   | Філадельфія Севенті-Сіксерс            | Зав'єр                          |
| 48    | Седрік Себальйос+ (F)  | США                   | Фінікс Санз                            | Кал Стейт Фуллертон             |
| 49    | Філ Гендерсон# (SG)    | США                   | Даллас Маверікс                        | Дьюк                            |
| 50    | Мілош Бабич (C)        | Югославія ( Сербія)   | Фінікс Санз                            | Теннессі Тек                    |
| 51    | Тоні Сміт (G)          | США                   | Лос-Анджелес Лейкерс (від Сан-Антоніо) | Маркетт                         |
| 52    | Стефано Русконі (PF/C) | Італія                | Клівленд Кавальєрс                     | Ranger Varese (Італія)          |
| 53    | Абдул Шамсид-Дін# (C)  | США                   | Сіетл Суперсонікс                      | Провіденс                       |
| 54    | Шон Гіггінс (G/F)      | США                   | Сан-Антоніо Сперс (від ЛА Лейкерс)     | Мічиган                         |

1. ↑  Громадянство означає національну збірну гравця, або яку країну він представляє. Якщо гравець не грав на міжнародному рівні, тоді цей пункт означає за збірну якої країни він може грати за правилами FIBA.